# Chiliadenus bocconei
Chiliadenus bocconei là một loài thực vật có hoa trong họ Cúc. Loài này được Brullo mô tả khoa học đầu tiên năm 1979.